# K Racing Waregem
Ne pas confondre avec le SV Zulte Waregem, un autre club de football de la région, ni avec l'ancien KSV Waregem ayant évolué en D1.
Maillots
Dernière mise à jour : 3 août 2017.
Le Koninklijke Racing Waregem est un club de football belge basé à Waregem. Il évolue en première provinciale lors de la saison 2017-2018.

## Évolution du niveau
Le club atteint le niveau national (D4/Promotion) pour la première fois en 1997, la troisième division en 2004-2005 et la deuxième division en 2006-2007. 

Il a joué en:
- D2 en 2007.
- D3 de 2005 à 2006, de 2008 à 2013.

## Historique
- 1941 : fondation de RACING KLEITHOEK WAEREGHEM le 12/06/1941 comme club succursale de FOOTBALL CLUB WAREGEM SPORTIEF  (552); affiliation à l'Union Royale Belge des Sociétés de Football Association (URBSFA) le 10/10/1941; le club reçoit le numéro matricule 3302
- 1944 : le club devient autonome le 28/02/1944
Il est parfois signalé 1944 comme date de fondation du club; cette assertation est inexacte : si cela en avait été le cas, le club aurait reçu un numéro matricule proche de 4100.
- 1946 : changement de dénomination en RACING WAREGEM (3302) le 16/07/1946
- 1992 : après obtention du titre de Société Royale le 26/11/1991, changement de dénomination en KONINKLIJKE RACING WAREGEM (3302) le 01/07/1992

## Résultats dans les divisions nationales
Statistiques mises à jour le 21 mai 2015

### Palmarès
- 1 fois champion de Belgique de Promotion en 2004.

### Bilan
| Niv | Divisions     | Jouées | Titres | TM Up | TM Down |
| --- | ------------- | ------ | ------ | ----- | ------- |
| I   | 1re nationale | 0      | 0      |       |         |
| II  | 2e nationale  | 1      | 0      |       |         |
| III | 3e nationale  | 8      | 0      | 2     |         |
| IV  | 4e nationale  | 6      | 1      | 2     | 2       |
| V   | 5e nationale  | 0      | 0      |       |         |
|     |               |        |        |       |         |
|     | TOTAUX        | 15     | 1      | 4     | 2       |

- TM Up : test-match pour départager des égalités, ou toutes formes de Barrages ou de Tour final pour une montée éventuelle.
- TM Down : test-match pour départager des égalités, ou toutes formes de Barrages ou de Tour final pour le maintien.

### Classements
| Ordre               | Saison  | Nom du club       | Niveau             | Classement final | Remarques                           |
| ------------------- | ------- | ----------------- | ------------------ | ---------------- | ----------------------------------- |
| 1                   | 1997-98 | K. Racing Waregem | Promotion série A  | 13e/16           | Relégué après barrages!             |
| séries provinciales |         |                   |                    |                  |                                     |
| 2                   | 2001-02 | K. Racing Waregem | Promotion série A  | 2e/16            | Tour final!                         |
| 3                   | 2002-03 | K. Racing Waregem | Promotion série A  | 6e/16            | Tour final!                         |
| 4                   | 2003-04 | K. Racing Waregem | Promotion série A  | 1er/16           | Champion et promu!                  |
| 5                   | 2004-05 | K. Racing Waregem | Division 3 série A | 11e/16           |                                     |
| 6                   | 2005-06 | K. Racing Waregem | Division 3 série A | 5e/16            | Promu via tour final!               |
| 7                   | 2006-07 | K. Racing Waregem | Division 2         | 17e/18           | Relégué!                            |
| 8                   | 2007-08 | K. Racing Waregem | Division 3 série A | 4e/16            | Tour final!                         |
| 9                   | 2008-09 | K. Racing Waregem | Division 3 série A | 8e/16            |                                     |
| 10                  | 2009-10 | K. Racing Waregem | Division 3 série A | 10e/19           |                                     |
| 11                  | 2010-11 | K. Racing Waregem | Division 3 série A | 13e/18           |                                     |
| 12                  | 2011-12 | K. Racing Waregem | Division 3 série A | 9e/18            |                                     |
| 13                  | 2012-13 | K. Racing Waregem | Division 3 série A | 18e/18           | Relégué!                            |
| 14                  | 2013-14 | K. Racing Waregem | Promotion série A  | 13e/16           | Relégué après barrages puis repêché |
| 15                  | 2014-15 | K. Racing Waregem | Promotion série A  | 15e/16           | Relégué!                            |
| séries provinciales |         |                   |                    |                  |                                     |